# Harry Luke

Sir Harry Charles Luke  (nacido como Harry Charles Lukach; 4 de diciembre de 1884 - 11 de mayo de 1969) fue un funcionario del Imperio Británico. Sirvió en Barbados, Chipre, Transcaucasia, Sierra Leona, Palestina, Malta, los Territorios británicos del Pacífico Occidental y Fiyi. Además, fue autor de varios libros sobre algunos de estos países.

## Biografía
Luke nació en Londres en 1884. Su padre, J.H. Luke (anteriormente Lukács) fue austrohúngaro, pero posteriormente adquirió la ciudadanía estadounidense; su madre era una polaca católica de la minor nobleza. Luke fue educado en el Eton College y en el Trinity College de la Universidad de Oxford, donde se convirtió al anglicanismo.
El primer nombramiento oficial de Luke fue como secretario privado en Sierra Leona en 1908. Se convirtió en aide-de-camp al año siguiente y actuó brevemente como Secretario Colonial durante unos meses. En 1911 se trasladó a Barbados para convertirse en secretario privado del Gobernador. Posteriormente, sirvió como secretario privado del Alto Comisionado de Chipre (1911-1912) y como comisionado de Famagusta (1918-1920). De 1909 a 1911, también fue teniente segundo en los Yeomanry de Londres.
Durante la Primera Guerra Mundial, Luke se desempeñó como comandante de la Reserva Voluntaria Naval Real en la costa de Siria y como oficial político en el personal del almirante Sir Rosslyn Wemyss; por sus servicios, recibió la medalla italiana al valor militar.
En 1919, Luke fue nombrado oficial político del almirante de la Flota Sir John de Robeck. En 1920 pasó seis meses (de abril a septiembre) como Jefe Comisionado Británico en Transcaucasia (Georgia, Armenia y Azerbaiyán).
En 1921, fue gobernador asistente de Jerusalén y fue nombrado miembro de la Comisión Haycraft, que fue establecida por Sir Herbert Samuel para investigar las causas de los disturbios que comenzaron en Jaffa el 1 de mayo de ese año, y los asuntos del Patriarcado ortodoxo griego de Jerusalén.
Desde 1924 hasta 1928, Luke ocupó el cargo de Secretario Colonial de Sierra Leona. Posteriormente, fue nombrado Alto Comisionado interino del Gobierno de Palestina. Asumió este cargo el 19 de julio de 1928 y lo mantuvo hasta el 6 de diciembre de 1928.
En agosto de 1929, actuando como subalterno de Sir John Robert Chancellor, Luke intentó mediar un acuerdo entre líderes judíos y árabes, sin éxito. Más tarde, fue Gobernador de Malta (1930-1938) y Gobernador de Fiyi y Alto Comisionado de los Territorios británicos del Pacífico Occidental desde 1938 hasta 1942. Dejó Fiyi el 20 de julio de 1942.
Después de retirarse del Servicio Colonial en 1943, Luke se desempeñó durante tres años como representante principal del Consejo Británico en el Caribe. Falleció en Chipre, donde solía pasar el invierno, el 11 de mayo de 1969.
Como mason de la Gran Logia Unida de Inglaterra, en 1919-1920 se desempeñó como el 28.º Primer Principal del Capítulo de Real Arco de San Pablo N.º 2277 E. C. en Chipre.

## Familia
En 1918, Luke se casó con Joyce Evelyn Fremlin, hija de Henry James Leigh Fremlin y su esposa, Maud Evelyn Deane (divorciados en 1949). Tuvieron dos hijos, Peter Ambrose Cyprian Luke, nacido en 1919, y Michael Charles Deane Luke, nacido en 1925.

## Honores
- CMG (1926), Caballero (1933), Caballero Comandante de la Orden de San Miguel y San Jorge (1939)
- GCStJ (1960), Bailío Gran Cruz de la Orden de San Juan

## Enlaces
- Chipre bajo los turcos 1571-1878
- Patriarcado ortodoxo griego de Jerusalén

## Las obras publicadas de Luke
- La franja del este. Viaje a través de las provincias pasadas y presentes de Turquía, ( Macmillan & Co ), 1913 (publicado por primera vez bajo el nombre de Harry Charles Lukach)
- La ciudad de los derviches danzantes, 1914
- Santuarios chipriotas, (Faith Press), 1920
- El manual de Chipre (Londres), 1920 (junto con DJ Jardine)
- Chipre bajo los turcos 1571-1878, ( Oxford University Press ), 1921
- Informe de la comisión designada por el gobierno de Palestina para investigar los asuntos del patriarcado ortodoxo de Jerusalén, 1921 (junto con Anton Bertram)
- El manual de Palestina, 1922 (junto con Edward Keith Roach)
- Anatolica, (Londres), 1924
- Mosul y sus minorías, 1925
- Profetas, sacerdotes y patriarcas: bocetos de las sectas de Palestina y Siria, 1927.
- En el margen de la historia, 1933.
- Un tablero de ajedrez oriental, 1934
- Más movimientos en un tablero de ajedrez oriental, 1935
- The Making of Modern Turkey, ( Macmillan & Co ), 1936
- Las islas británicas del Pacífico, 1944.
- Del diario de los mares del sur, 1938–1942, 1945
- "Adén", en: El Imperio Británico, por Héctor Bolitho, 1948.
- Malta, una cuenta y una apreciación, 1949
- Circuito del Caribe, 1950
- Egeo, Chipre, Turquía, Transcaucasia y Palestina (1914–1924), 1953
- Ciudades y hombres: una autobiografía - Vols. 1 y 2, 1953
- La reina Salote y su reino, 1954.
- La Décima Musa: Compendio de un gourmet, 1954 (un libro de cocina)
- La Turquía vieja y la nueva: de Bizancio a Ankara, 1955 (publicado por primera vez en 1936 con el título The Making of Modern Turkey )
- Ciudades y hombres: una autobiografía, vol. 3 de 1956
- Chipre: un retrato y una apreciación, ( devoluciones ), 1957
- A Spanish Franciscan's Narrative of a Journey to the Holy Land, trad. del latín de Harry Charles Luke, London: Palestine Exploration Fund's Office, 1927

| Predecesor: Harry Luke | Alto Comisionado de Palestina (en funciones) 1928 | Sucesor: John Robert Chancellor |

| Predecesor: Arthur Frederick Richards | Alto Comisionado para el Pacífico Occidental 1938–1942 | Sucesor: Alexander Grantham |

| Predecesor: - | Gobernador de Fiji 1938–1942 | Sucesor: Philip Euen Mitchell |